# Декламација
Декламација  (лат. declamatio  вјежбање у говорењу; празне ријечи; тема, задатак) говорење са пуно изразитости, умјетничко говорење неке пјесме, говорити бесједничким тоном. Декламација има и другачију конотацију. То је патетичан и ироничан наглашени говор о безначајним и неважним стварима.

## Прошлост
Декламација се у  античком добу учила у  реторским школама. Средства декламације су динамичка модулација гласа, темпо и ритам.